# Gewichtheffen op de Olympische Zomerspelen 2012 – Klasse tot 58 kilogram vrouwen
Het gewichtheffen in de klasse tot 58 kilogram voor vrouwen op de Olympische Zomerspelen 2012 vond plaats op 30 juli 2012. Regerend olympisch kampioene was Chen Yanqing uit China.

## Uitslag
| Rang   | Naam               | Land             | Groep | Gewicht | Trekken (kg) | Trekken (kg) | Trekken (kg) | Trekken (kg) | Stoten (kg) | Stoten (kg) | Stoten (kg) | Stoten (kg) | Totaal |
| Rang   | Naam               | Land             | Groep | Gewicht | 1            | 2            | 3            | Score        | 1           | 2           | 3           | Score       | Totaal |
| ------ | ------------------ | ---------------- | ----- | ------- | ------------ | ------------ | ------------ | ------------ | ----------- | ----------- | ----------- | ----------- | ------ |
| Goud   | Li Xueying         | China            | A     |         | 105          | 105          | 108          | 108          | 133         | 138         | 144         | 138         | 246    |
| Zilver | Pimsiri Sirikaew   | Thailand         | A     |         | 100          | 103          | 103          | 100          | 131         | 136         | 140         | 136         | 236    |
| Brons  | Rattikan Gulnoi    | Thailand         | A     |         | 98           | 100          | 100          | 100          | 130         | 134         | 136         | 134         | 234    |
| 4      | Boyanka Kostova    | Azerbeidzjan     | A     |         | 100          | 103          | 105          | 105          | 124         | 124         | 128         | 128         | 233    |
| 5      | Jong Chun-Mi       | Noord-Korea      | A     |         | 101          | 103          | 103          | 101          | 130         | 134         | 134         | 130         | 231    |
| 6      | Nastassia Novikava | Wit-Rusland      | A     |         | 103          | 106          | 108          | 103          | 127         | 127         | 133         | 127         | 230    |
| 7      | Kuo Hsing-chun     | Chinees Taipei   | A     |         | 91           | 101          | 102          | 91           | 129         | 133         | 133         | 129         | 228    |
| 8      | Alexandra Escobar  | Ecuador          | B     | 57.48   | 100          | 100          | 103          | 103          | 123         | 127         | 127         | 123         | 226    |
| 9      | Jackelina Heredia  | Colombia         | A     |         | 98           | 100          | 101          | 100          | 125         | 125         | 125         | 125         | 225    |
| 10     | Romela Begaj       | Albanië          | A     |         | 101          | 105          | 105          | 101          | 115         | 121         | 121         | 115         | 216    |
| 11     | Zoe Smith          | Groot-Brittannië | B     | 57.97   | 90           | 93           | 93           | 90           | 116         | 121         | 121         | 121         | 211    |
| 12     | Christin Ulrich    | Duitsland        | B     | 57.40   | 88           | 91           | 93           | 93           | 110         | 114         | 116         | 114         | 207    |
| 13     | Yang Eun-Hye       | Zuid-Korea       | B     | 57.93   | 83           | 87           | 87           | 87           | 108         | 113         | 116         | 113         | 200    |
| 14     | Bediha Tunadağı    | Turkije          | B     | 57.34   | 84           | 87           | 87           | 87           | 103         | 107         | 107         | 107         | 194    |
| 15     | Annie Moniqui      | Canada           | B     | 57.91   | 85           | 85           | 88           | 85           | 105         | 105         | 105         | 105         | 190    |
| 16     | Jenly Tegu Wini    | Salomonseilanden | B     | 57.43   | 65           | 69           | 69           | 65           | 90          | 93          | 95          | 95          | 160    |
| –      | Hidilyn Diaz       | Filipijnen       | B     | 57.70   | 92           | 97           | 97           | 97           | 118         | 118         | 118         | -           | DNF    |
| –      | Lina Rivas         | Colombia         | A     |         | 100          | 103          | 103          | 103          | 120         | 120         | 120         | -           | DNF    |
| –      | Joelia Kalina      | Oekraïne         | A     |         | 101          | 104          | 106          | 106          | 123         | 127         | 129         | 129         | DSQ    |